# Januarius

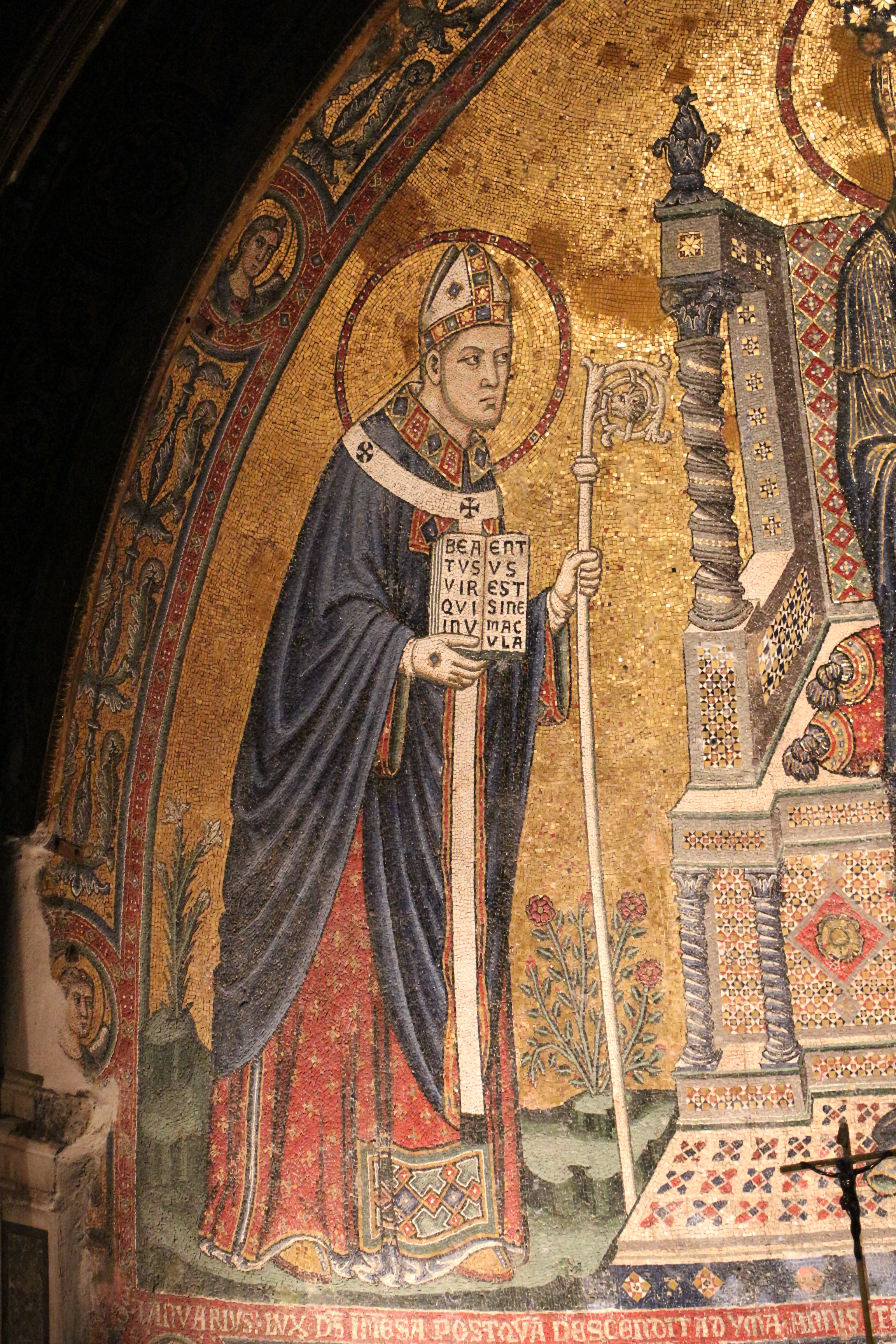
San Gennaro, Mosaik von Lello da Orvieto in der Apsis der Kathedrale von Neapel, 1322

Januarius (italienisch Gennaro, * in Joppolo, Kalabrien; † um 305 in Pozzuoli) war ein Märtyrer und Bischof von Neapel sowie Bischof von Benevent. Bis ins 19. Jahrhundert hinein wurde er im Deutschen auch als heiliger Januar bezeichnet.

## Leben und Nachleben
Über das Leben des Bischofs Januarius ist historisch wenig bekannt, die Enthauptung unter Kaiser Diokletian ist der einzige halbwegs gesicherte Eckpunkt. Mit ihm starben Sosius, Festus, Proculus, Desiderius, Entychius und Acutus als Märtyrer.
Bischof Johannes I. († 432) ließ die Gebeine des Januarius nach Neapel transferieren. 835 wurden sie nach Benevent übertragen, 1154 nach Montevergine. Seit 1494 sind die Gebeine wieder in Neapel. Das berühmte Blutwunder wird erstmals für den 17. August 1389 bezeugt. Dort ist San Gennaro Patron des Doms. In Neapel ist auch noch die Katakombe mit seiner ursprünglichen Grabstätte zu besichtigen.
Januarius ist Patron von Neapel, der Goldschmiede und Helfer gegen Vulkanausbrüche. Sein Gedenktag ist in der Römisch-katholischen Kirche sowie in der Armenischen Kirche der 19. September, in der Orthodoxie dagegen der 20. oder 21. April.

## Blutwunder
Unter Katholiken sehr bekannt ist der Heilige durch die im Dom von Neapel aufbewahrten, fest verschlossenen Ampullen, die angeblich das getrocknete Blut des Märtyrers, eine rötlich-braune Substanz, enthalten. Wenn die Ampullen zum Fest der Translation am 1. Mai bzw. am Samstag davor, am Festtag des Heiligen am 19. September sowie am 16. Dezember, dem Gedächtnistag der Warnung vor dem Vesuvausbruch im Jahr 1631, in die Nähe des Hauptes gebracht und dort gedreht und gewendet werden, erscheint das getrocknete Blut flüssig. Sollte es sich einmal nicht verflüssigen, was durchaus vorkommt, gilt das bei der Bevölkerung von Neapel als schlechtes Omen. Zuweilen tritt das Phänomen auch außerhalb der genannten Termine auf.
Die Ampullen werden an den Festtagen nach einer feierlichen Prozession im Dom in die Nähe des Altars gebracht. Eine Ampulle befindet sich in einer ringförmigen Halterung, die sich zwischen zwei Griffen befindet. Der Erzbischof nimmt die Reliquie an den beiden Griffen und dreht sie mehrfach, was von Gebeten der Gläubigen begleitet wird. Die Bestätigung der Verflüssigung erhalten die Gläubigen durch einen Laienbeobachter, der sich direkt neben dem Bischof aufstellt und bei Verflüssigung mit einem Taschentuch winkt. Am Tag darauf werden den Gläubigen die Ampullen mit der Flüssigkeit in einer Eucharistiefeier zum Kuss gereicht, die sie dabei aus der Nähe betrachten können.
In Neapel ist es Brauch, dass der neuernannte Bischof vor seinem Amtsantritt solange vor der Reliquie beten muss, bis das Blut in der Kapsel flüssig geworden ist. Die Bevölkerung sieht darin ein Zeichen, dass der heilige Januarius seinen Nachfolger annimmt und segnet.
Das Blutwunder des Januarius wurde von der Katholischen Kirche nie offiziell als Wunder anerkannt, aber als kirchlicher Volksbrauch toleriert, das vielerlei Interpretationen zulässt. Sogenannte Blutwunder gibt es mehrere: Ähnliches ist vom Blut des heiligen Lorenz in Amaseno und vom Blut des heiligen Pantaleon in Ravello bekannt.
Die Verflüssigung der Substanz blieb in den Jahren 1980 und 2016 aus. Erstmals seit langer Zeit blieb das vermeintliche Blut in zwei aufeinander folgenden Jahren 2020 und 2021 zum ersten Mai „trocken“.

## Januarius als Heiliger der Androgynen
Nach einer etwas anderen Version der Heiligenlegende wurde der heilige Januarius zumindest im 19. Jahrhundert als Heiliger der Androgynen verehrt. Er vereinigte danach männliche und weibliche Attribute und wurde als „femminiello“ bezeichnet. Sein Blut sei nicht nur das gewöhnliche Blut eines Märtyrers, sondern mit dem Blut der ihm zugeschriebenen Menstruation vermischt.
Der deutsche Philosoph Friedrich Nietzsche widmete dem Heiligen das vierte Buch seines Werkes Die fröhliche Wissenschaft. Dies ist zum einen damit zu erklären, dass er den Januar des Jahres 1882, den er in Genua verbrachte, als schöne Zeit in Erinnerung hatte, da das Wetter ausnehmend angenehm und der Himmel klar war. Da Januarius aber auch der Heilige der Androgynen ist, was Nietzsche wusste, da er auch den Ort dessen Verehrung (Neapel) bereist hatte, wird diese Widmung manchmal als angebliches Eingeständnis Nietzsches homosexueller Neigung verstanden.